# 郑时
郑时（？—1499年），字宗良，直隸廬州府舒城縣人。明朝政治人物。景泰辛未進士，弘治朝官至南京刑部尚書。

## 生平
少時随伯父游京城，景泰元年（1450年）舉庚午科應天鄉試，景泰二年（1451年）聯捷辛未科進士。授山東道監察御史、巡按湖廣、江西。天顺三年（1459年）谪河南內鄉縣知縣。經都御史王竑力薦，天順八年（1464年）八月升福建延平府知府。因丁憂去官。復除福州府知府，成化十一年（1475年）十二月升四川左参政，十四年九月升四川按察使。成化十七年（1481年）任湖广左布政使。十九年，擔任都察院右副都御史，巡按陕西。成化末，因上疏責備內璫梁芳，忤上意，谪贵州布政司参议。
弘治元年（1488年），召為都察院左副都御史。弘治三年（1490年），擔任兵部左侍郎。弘治四年（1491年），升南京刑部尚书。弘治六年（1493年），退休還鄉。卒赠太子少保，賜祭葬。